# Greyfriars Kirk
Greyfriars Kirk és una parròquia pertanyent a l'Església d'Escòcia, avui dia coneguda com la presó de Greyfriars o Església de les Terres Altes, situada al centre d'Edimburg, Escòcia. El seu nom reflecteix una associació amb l'ordre dels franciscans pertanyents a la pre-Reforma Escocesa del Frare Grey.
És un dels edificis més antics, construïts als afores de la part antiga d'Edimburg, iniciat l'any 1602 i completat l'any 1620. Es troba al sud de Grassmarket, al costat de l'Escola George Heriot, que va fundar ell mateix l'any 1628.

## Història
Greyfriars Kirk ocupa un lloc important a la història escocesa dels Covenanter. L'any 1638 l'Aliança Nacional de Covenanter va ser presentada, i signades les actes, enfront del púlpit de l'església. L'any 1679, uns 1200 Covenanters van ser empresonats a l'església a l'espera d'un judici.
A mitjan segle xix, el Reverend Robert Lee, llavors ministre de l'Antiga Greyfriars, va encapçalar un moviment per reformar l'adoració, en realitzar el primer treball de post-reforma col·locant vitralls a l'Església, que pertanyia a la línia presbiteriana d'Escòcia, i també va instal·lar un dels primers òrgans. Va rebre moltes crítiques al moment, però la majoria de les seves propostes posteriorment van ser àmpliament acceptades per l'Església d'Escòcia.
Durant molts anys, la parròquia de Greyfriars Kirk va estar dividida en 2 llocs de reunió, l'Antiga Greyfriars i la Nova Greyfriars. Aquestes dues congregacions, es van unir l'any 1929 i l'edifici de l'antiga església, posteriorment fou totalment restaurat. L'interior de la paret que dividia els dos santuaris antics, va ser remogut com a part d'aquestes renovacions, completades l'any 1938. Quan van acabar les reformes, la volta va quedar sobre les cases de la família veïna de Lauder, i part de l'església va ocupar el lloc on estava la cuina de la casa.
Tenint en compte la despoblació del nucli històric d'Edimburg a la primera part del segle xx, molts edificis de les esglésies veïnes van ser tancats i les seves congregacions van començar a reunir-se a l'església Greyfriars, incloent l'església del Nou Nord d'Edimburg i l'Església de la Verge de Yester. L'any 1979 la congregació també va rebre a la congregació de la primera església de la presó de Sant Joan, aquest edifici de les Terres Altes d'Escòcia, més concretament a la Royal Mile, s'usa ara com The Hub d'Edimburg, seu de la Societat del Festival d'Edimburg.
Quatre ministres cristians i un ancià religiós de l'Església Greyfriars van arribar a ser Moderadors de l'Assemblea General de les Esglésies d'Escòcia:
- El ministre George Kay, 1759.
- L'historiador William Robertson, 1763
- Robert Henry, 1774
- El ministre James Ogilvie, 1918
- Alison Elliot, 2004

## L'església avui dia
Després de la unió de les congregacions de l'any 1979, van continuar reunint-se a l'Església Greyfriars, amb els serveis del diumenge en anglès i en gaèlic escocès. Aquesta és l'única congregació de l'Església a l'est d'Escòcia, amb serveis regulars en gaèlic. L'actual ministre, (des de 2003) és el Reverend Dr. Richard Frazer.
La presó de Greyfriars i l'Església de les Terres Altes formen part de l'Associació Ecuménica (LEP), Església de l'Episcopat d'Escòcia i les Esglésies Augustines Unides (Esglésies de la Reformistes Unides).

## L'entorn de l'església Greyfriars
El cementiri que envolta l'església, Greyfriars Kirkyard, està en mans d'un fiduciari independent. Nombroses persones famoses van ser enterrades en aquest cementiri, incloent James Burnett, Lord de Monboddoo i la seva filla Eliza. Per a molts, el cementiri està associat amb Greyfriars Bobby, el gos fidel que vigilava la tomba del seu amo.
El cementiri, és suposadament perseguit per l'esperit inquiet de l'infame George Mackenzie (advocat), conegut com a "Bloody" (el sagnant), i es diu que causa morats i talls menors i rascades als que entren en contacte amb ell.